# Oscar Hijuelos
Œuvres principales
- Les Mambo Kings chantent des chansons d'amour (roman 1990)

Oscar Hijuelos, né le 24 août 1951 et mort le 12 octobre 2013, est un romancier américain. Il est le premier hispanique à gagner le prix Pulitzer de la fiction.

## Biographie
Hijuelos naît à Morningside Heights, un quartier de New York, de parents immigrés d'origine cubaine. Il fréquente Corpus Christi School, des écoles publiques, puis Bronx Community College, Lehman College et Borough of Manhattan Community College avant de s'inscrire et d'étudier au City College of New York. Il exerce ensuite différentes professions avant de se consacrer totalement à l'écriture. Son premier roman, Our House in the Last World, est publié en 1983 et reçoit en 1985 le prix de Rome américain en littérature. Son second roman, Les Mambo Kings chantent des chansons d'amour, obtient en 1990 le prix Pulitzer de la fiction. Le film Les Mambo Kings (1992) est fondé sur cette fiction.
Hijuelos enseigne à l'Université Hofstra et est affilié au département d'anglais de l'Université Duke.
Il est décédé le 12 octobre 2013, terrassé par une crise cardiaque lors d'une partie de  tennis à Manhattan.
- (en) Cet article est partiellement ou en totalité issu de l’article de Wikipédia en anglais intitulé « Oscar Hijuelos » (voir la liste des auteurs).